# Das kann uns keiner nehmen
Das kann uns keiner nehmen ist ein Lied der Band Revolverheld aus dem Jahr 2013. Es wurde am 30. August 2013 als erste Single aus dem von Philipp Steinke produzierten Album Immer in Bewegung ausgekoppelt, das erst am 22. September 2013 veröffentlicht wurde.

## Inhalt
Inhaltlich behandelt das Lied Das kann uns keiner nehmen „echte Freundschaft“.
Es geht um die Jugenderinnerungen einer Clique von jetzt 30- bis 35-Jährigen und deren gemeinsame Erinnerungen an die „gute alte Zeit“ der 1990er Jahre und ein Wiedertreffen in der alten Kneipe.

## Musikvideo
Im Musikvideo zum Lied wird ein Treffen von Senioren in einem Tanzlokal gezeigt, zu dem die Band Revolverheld aufspielt. Dazwischen werden Szenen eingeblendet, die ein Seniorenehepaar auf dem Weg zum Treffen zeigen.

## Rezeption
In den deutschen Single-Charts erreichte Das kann uns keiner nehmen Platz 10 und in den österreichischen Platz 51.
Kai Butterweck von laut.de kritisiert  „exzessive Ohohoho- und Shalala-Chöre“ im Lied, die ausdrücken sollen, das „Erinnerungen verblassen“, und bezeichnet sie als „Massenware von der Stange“.
Alexander Riede von Medientheke lobte das Lied als  richtige „Wohlfühlnummer … auf das Leben und jene Dinge, die sich vermutlich niemals ändern werden“.